# Фартинг (Британска кованица)
Фартинг (Британска кованица) (енгл. Farthing (British coin)), Британски фартинг (1/4d) је кованица (новац), била је јединица валуте од једне четвртине пенија, што је еквивалентно 1/960 фунти стерлинга или 1/48 шилинга. Кован је у бакру и касније у бронзи и заменио је раније енглеске фартинге.
Новчић је био у употреби током владавине једанаест монарха: Џорџа I, Џорџа II, Џорџа III, Џорџа IV, Вилијама IV, Викторије, Едварда VII, Џорџа V, Едварда VIII, Џорџа VI и Елизабете II, те у Британији и Северној Ирској престала да буде законско средство плаћања 1. јануара 1961. године. Међутим, на Фокландским острвима и Британској антарктичкој територији, фартинг је остао законско средство плаћања до 31. октобра 1970. године.
Новчић је имао два главна дизајна на полеђини током својих 250 година у оптицају: од 18. века до 1936. године, лик Британије, а од 1937. па надаље лик царића. Као и сви британски новчићи, на аверсу се налазио портрет монарха.
Пре „децималног дана” 1971. године било је 240 пенија у једној фунти стерлинга. Било је четири фартинга у пенију, дванаест пенија у шилингу и двадесет шилинга у фунти, дакле 960 фартинга у фунти. Куповна моћ фартинга од 1860. до престанка његовог коришћења почетком 1961. године, кретала се између 12 пенија и 0,2 пенија у вредностима из 2017. године.

## Историја
Британски бакарни фартинг је наследио енглески фартинг након што су Енглеска и Шкотска спојене у Краљевину Велику Британију 1707. године, мада не одмах. За време краљице Ане, мали број фартинга је произведен, али ниједан за оптицај, пошто је велики број енглеских фартинга из претходних владавина још увек било доступно. Неке британске бакрене паре су исковане у време владавине Џорџа I и Џорџа II. До ступања на дужност Џорџа III, 1760. године, много фалсификата је било у оптицају, а Краљевска ковница престала је да кује бакарни новчић 1775. године. Следећи фартинги су били први који су били исковани са машином на парни погон, 1799. године, Метју Болтон у својој ковници Сохо, за коју је имао лиценцираном дозволом. Болтон је правио кованице током 1806. године, а Краљевска ковница је наставила производњу 1821. године. Фартинг се редовно ковао под Џорџом IV и Вилијамом IV, до тада са дизајном који је веома личио на мању верзију пенија.
Вредности мање од фунте обично су писане у шилингима и пенијима, нпр. три шилинга и шест пенија (3/6), изговара се „три и шест” или „три и шест пенија”. Вредности мање од шилинга су једноставно исписане у пенијима, нпр. (8d), изговара се "осам пенија". Цена са фартингом би била написана овако: (2+1/4d), изговара се „два пенија [или тупенса] фартинга“, или (1/3+1/4), изговара "један и три пенија или трупенс фартинг" или (19/11+3/4), изговара „деветнаест и једанаест три фартинга(а)“. 19/11+3/4  је била вредност која се користила да би роба изгледала „значајно“ јефтинија од 1 фунте, употреба слична модерним 19,99 фунти, што је такође приближна вредност у 2021. од 19/11+3/4 од 1961. године, када је фартинг повучен из промета.